# Maxwell D. Taylor

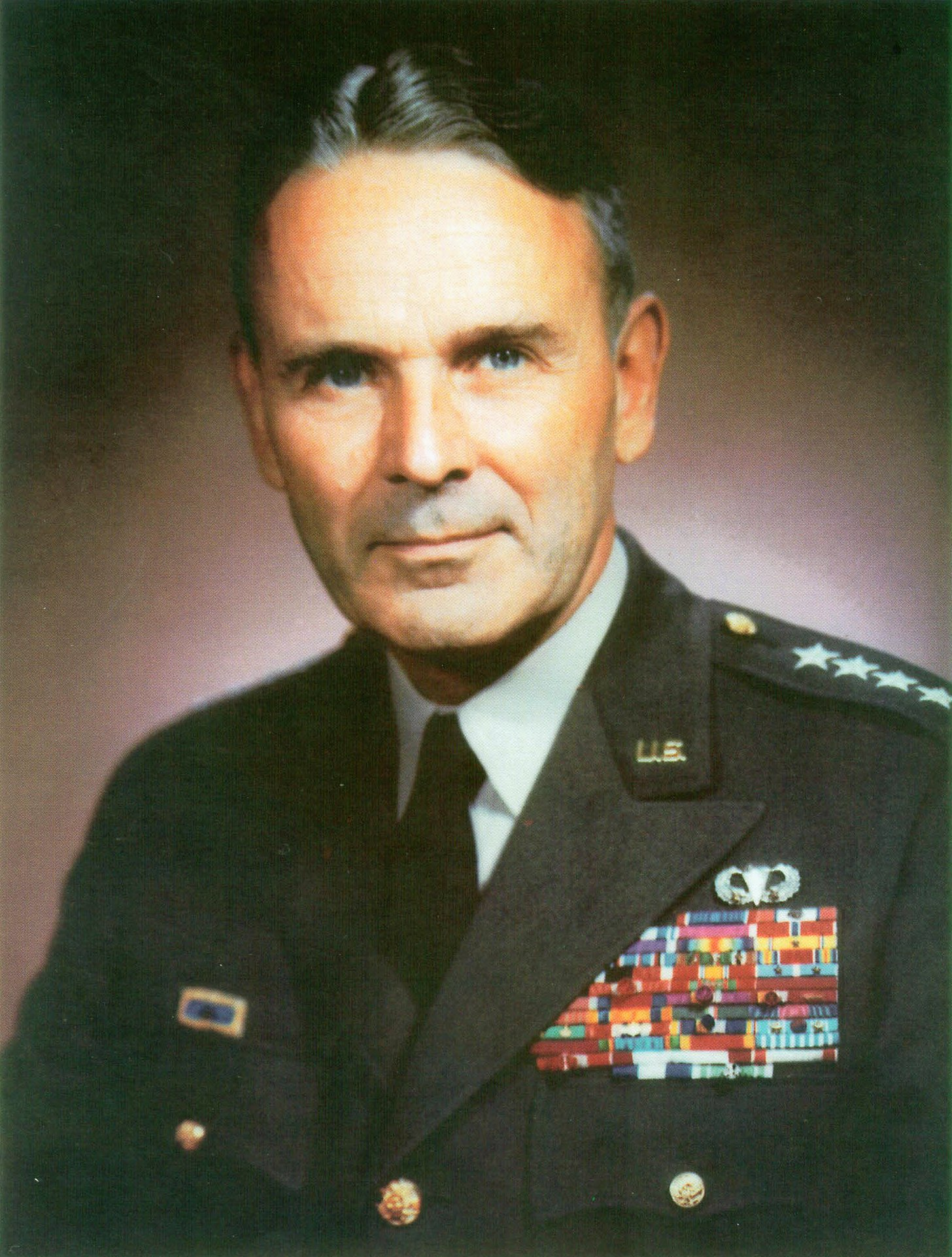
Maxwell D. Taylor

Maxwell Davenport Taylor (* 26. August 1901 in Keytesville, Chariton County, Missouri; † 19. April 1987 in Washington, D.C.) war ein US-amerikanischer General und Diplomat.

## Leben
Der Aufstieg Taylors begann während des Zweiten Weltkrieges in der 82. US-Luftlandedivision der US Army unter General Ridgway. Seine diplomatischen Fähigkeiten wurden erstmals gefordert, als er im September 1943 nach Rom entsandt wurde, um mit der neuen italienischen Regierung die Verteidigung Roms durch italienische Truppen und die noch einzufliegende 82. US-Luftlandedivision zu organisieren. Dabei operierte Taylor in seiner US-Uniform, um im Falle einer Gefangennahme nicht als Spion erschossen, sondern als Kriegsgefangener behandelt zu werden.
Diese Mission scheiterte durch das rasche Vorrücken deutscher Truppen (→ Fall Achse); gleichwohl wurden sein Einsatz und das Risiko, das er dabei auf sich nahm, vom Oberkommando der Alliierten Streitkräfte bemerkt. Nachdem der Kommandeur der 101. US-Luftlandedivision Major General William C. Lee einen Herzanfall erlitten hatte, wurde Taylor das Kommando über die Division übertragen.
In der Nacht vor dem D-Day am 6. Juni 1944 sprang Taylor mit der 101. US-Luftlandedivision über der Normandie ab. Zuvor hatte er die Soldaten seiner Division angewiesen, keine Gefangenen zu machen. Er führte den Verband bis Kriegsende. Vom 4. September 1945 bis zum 27. Januar 1949 war Taylor Superintendent der US Military Academy West Point.
1949 wurde er zum Stabschef der US-Streitkräfte in Europa befördert. Im Januar 1949 trat er den Dienst als Stellvertreter von Clarence R. Huebner an, dem Stabschef des United States European Command und diente in dieser Funktion ein halbes Jahr lang in Heidelberg. Zum Ende des Augusts 1949 wurde Taylor auf den Posten des Kommandant des US-Sektors und der Alliierten Truppen in Berlin kommandiert. Ihm kamen dabei im größeren Umfang als seinem Vorgänger Frank L. Howley auch Aufgaben der zivilen Verwaltung, des wirtschaftlichen Wiederaufbaus und der diplomatischen Verhandlungen mit der sowjetischen Besatzungsmacht zu. Geprägt war diese Zeit insbesondere von Auseinandersetzungen um den Zugang der Westalliierten nach Berlin durch die sowjetische Besatzungszone. So ließ Taylor Anfang 1950 die Zentrale der Reichsbahn vorübergehend besetzen, die zwar in der amerikanischen Zone lag, aber von der sowjetischen Besatzungsmacht kontrolliert wurde. Meist nahm Taylor aber eine deeskalierende Haltung angesichts von Aktionen der sowjetischen Besatzungsmacht und Kundgebungen der SED und ihrer Organe ein. Sein politisches Hauptaugenmerk lag auf der Stärkung der Wirtschaft in den Westsektoren, um eventuelle Versuche einer kommunistischen Machtübernahme zu erschweren. Zugleich sollte ein wirtschaftlich prosperierendes West-Berlin gegenüber der Bevölkerung der DDR die Überlegenheit der westlichen Gesellschaftsordnung propagieren. In diesem Zusammenhang kritisierte er mehrfach die Berlin-Politik der bundesdeutschen Regierung für die seiner Meinung nach zu geringe Unterstützung der Stadt. Insbesondere nach Beginn des Koreakriegs versuchte Taylor das militärische Abschreckungspotenzial gegen einen sowjetischen Angriff auf West-Berlin zu erhöhen. Neben Forderungen an die US-Regierung nach entschiedenen Zusagen einer Verteidigung der Stadt sprach er sich früh für eine Wiederbewaffnung der Bundesrepublik und die Aufstellung bewaffneter deutscher Verbände in West-Berlin aus. Ebenso unterstützte er die im Oktober 1950 beschlossene Bewaffnung der Berliner Polizei und das Anlegen von Vorräten an Lebensmitteln und Verbrauchsgütern für den Fall einer erneuten sowjetischen Blockade der Stadt. Im Januar 1951 verließ Taylor einen Posten in Berlin und wurde Stellvertretender Generalstabschef des Heeres.

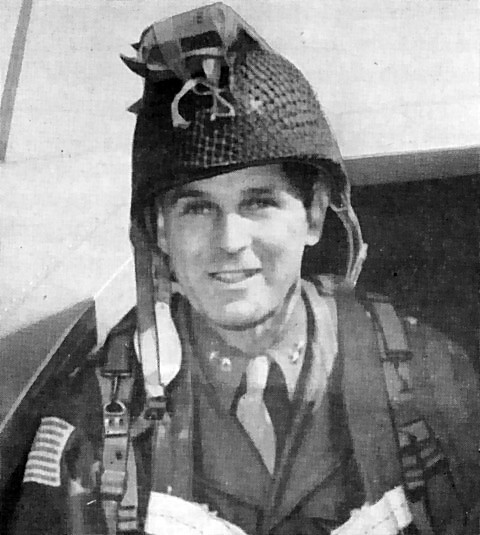
Maxwell D. Taylor (ca. 1944)

Im Jahre 1953 nahm er auch am Koreakrieg in der Funktion des Oberbefehlshabers der 8. US-Armee teil. Vom 3. November 1954 bis zum 5. Juni 1955 bekleidete er die Funktion des Oberbefehlshabers der US-amerikanischen Landstreitkräfte in Ostasien. Von 1955 bis 1959 war er Chief of Staff of the United States Army. Er war damit Nachfolger von Matthew B. Ridgway und verantwortlich für die Bereitschaft der US Army. Während seiner Amtszeit begann er die Streitkräfte umzustrukturieren, damit sie den Gegebenheiten der neuen nuklearen Kriegsführung besser entsprachen.
General Taylor zog sich im Juli 1959 aus Protest gegen Präsident Eisenhowers Strategie der massiven Vergeltung vom aktiven Dienst zurück und legte ein eigenes Konzept vor: Sein Buch The Uncertain Trumpet wurde Leitbild der Sicherheitspolitik der Kennedy-Regierung. Präsident Kennedy holte ihn 1961 als engen Berater des Präsidenten in militärischen Fragen zurück, der das Zusammenspiel der verschiedenen militärischen Teilbereiche organisierte. Von 1962 bis 1964 hatte er die Position des Chairman of the Joint Chiefs of Staff inne. Taylors Gedanken flossen in die ab 1967 offiziell gültige NATO-Doktrin der Flexible Response ein.
Vom 23. Juni 1964 bis 1965 war er als Nachfolger von Henry Cabot Lodge US-Botschafter in Südvietnam. Er war Berater des Präsidenten und Vorsitzender des Foreign Intelligence Advisory Board von 1965 bis 1969 und Präsident des Institute of Defense Analysis von 1966 bis 1969.
Taylor starb am 19. April 1987 in Washington und wurde auf dem Nationalfriedhof Arlington beigesetzt.

## Auszeichnungen
Auswahl der Dekorationen, sortiert in Anlehnung der Order of Precedence of the Military Awards:
- Distinguished Service Cross
- Army Distinguished Service Medal
- Silver Star
- Legion of Merit
- Bronze Star
- Purple Heart

## Werke
- The uncertain trumpet. London, Stevens 1960. (deutsch: Und so die Posaune einen undeutlichen Ton gibt, wer wird sich zum Streite rüsten ?. Gütersloh, Mohn 1962).